# 1997년 뉴욕 영화제
제35회 뉴욕 영화제는 1997년 9월 26일에 열린 시상식이다.

## 수상 (비경쟁)

### 장편 상영작
- 사라고사 매뉴스크립트 - Wojciech Has
- 어머니와 아들 - 알렉산더 소쿠로프
- 파리의 실락원 - 브리짓 루넌
- 체리 향기 - 압바스 키아로스타미
- 하나-비 - 기타노 다케시
- 풍운의 고아 - D.W. 그리피스, 장-마리 스트로브
- 빠르고, 싸고 통제 안되는 - 에롤 모리스
- 마르틴 - 아돌포 아리스타라인
- 키친 - 엄호
- 키스 올 킬 - 빌 베넷
- 나의 장미빛 인생 - 알랭 벨라이너
- 운명 - 유세프 샤힌
- 달콤한 후세 - 아톰 에고이안
- 세상의 기원으로의 여행 - 마뇰 드 올리베이라
- 짙은 선홍색 - 아르투로 립스타인
- 타락천사 - 왕가위
- 부기 나이트 - 폴 토마스 앤더슨
- 예수의 삶 - 브루노 뒤몽
- 텔링 라이스 인 아메리카 - 가이 퍼랜드
- 사도 - 로버트 듀발
- 해피 투게더 - 왕가위